# Бошко Ћирковић
Бошко Ћирковић, познатији под надимком Шкабо (енгл. Shckabbio; Београд, 4. децембар 1976), српски је репер, бит-мејкер и продуцент. Био је члан групе „Ред Змаја“ а од 1999. године је члан београдског реп бенда „Београдски Синдикат“. У 2010. години основана је нова група, под именом Ф4 (Фантастична четворка), чији оснивачи су Шкабо, Марлон Брутал, Жобла и ДЈ Ајрон. Бошко је колумниста у Вечерњим новостима. Његова колумна носи назив Контра.

## Дискографија
Са Београдским синдикатом:
- 2001: БСССТ... Тишинчина!
- 2002: Говедина
- 2005: Сви заједно
- 2010: Дискретни хероји
- 2023: Синдикално пролеће

Дуо ПКС:
- 2004: ПВО

Дуо ТХЦФ-Б:
- 2012: ТХЦФ-Б
- 2016: Масакр На Дан Светог Трифуна (ТХЦФ-Б2)

др Божидар Змајчина:
- 2019: Вазелин
- 2019: Тетка
- 2019: Мантилемои
- 2020: УНосово
- 2020: Северни Ветар

Ред Змаја:
- 2022: Змајоносци (Замах Први)

Соло албуми:
- 2003: Сам
- 2008: Ремек-дело
- 2009: Десет Дина Гласа На Матрици
- 2010: Музика За Демонстрације
- 2012: Бесконачно
- 2014: Прича Два Вука
- 2019: Одметник Је Одсутан
- 2020: Мазда
- 2020: ХХ (Живот Пише Реп)
- 2021: Пут
- 2021: Baalkhan Challenge (Original Game Soundtrack)
- 2022: Реп О Репу
- 2022: Фолија Ш
- 2023: Промашена Тема

ЕП издања:
- 2011: Вук
- 2011: Човек
- 2015: Шкабо И Топрек
- 2017: Калаши + Ниве
- 2019: Одметност
- 2020: Ја Сам Легенда
- 2020: Умри Мељи Ждери Сери У Ери Звери